# Picos de Europa
De Picos de Europa (letterlijk: "Pieken van Europa") is een bergketen in het noorden van Spanje, onderdeel van het Cantabrisch Gebergte, waarvan het het hoogste deel vormt. De bergketen ligt zo'n 20 km ten zuiden van de Spaanse noordkust op de grens van de autonome regio's Asturië, Cantabrië en Castilië en León.

## Geografie

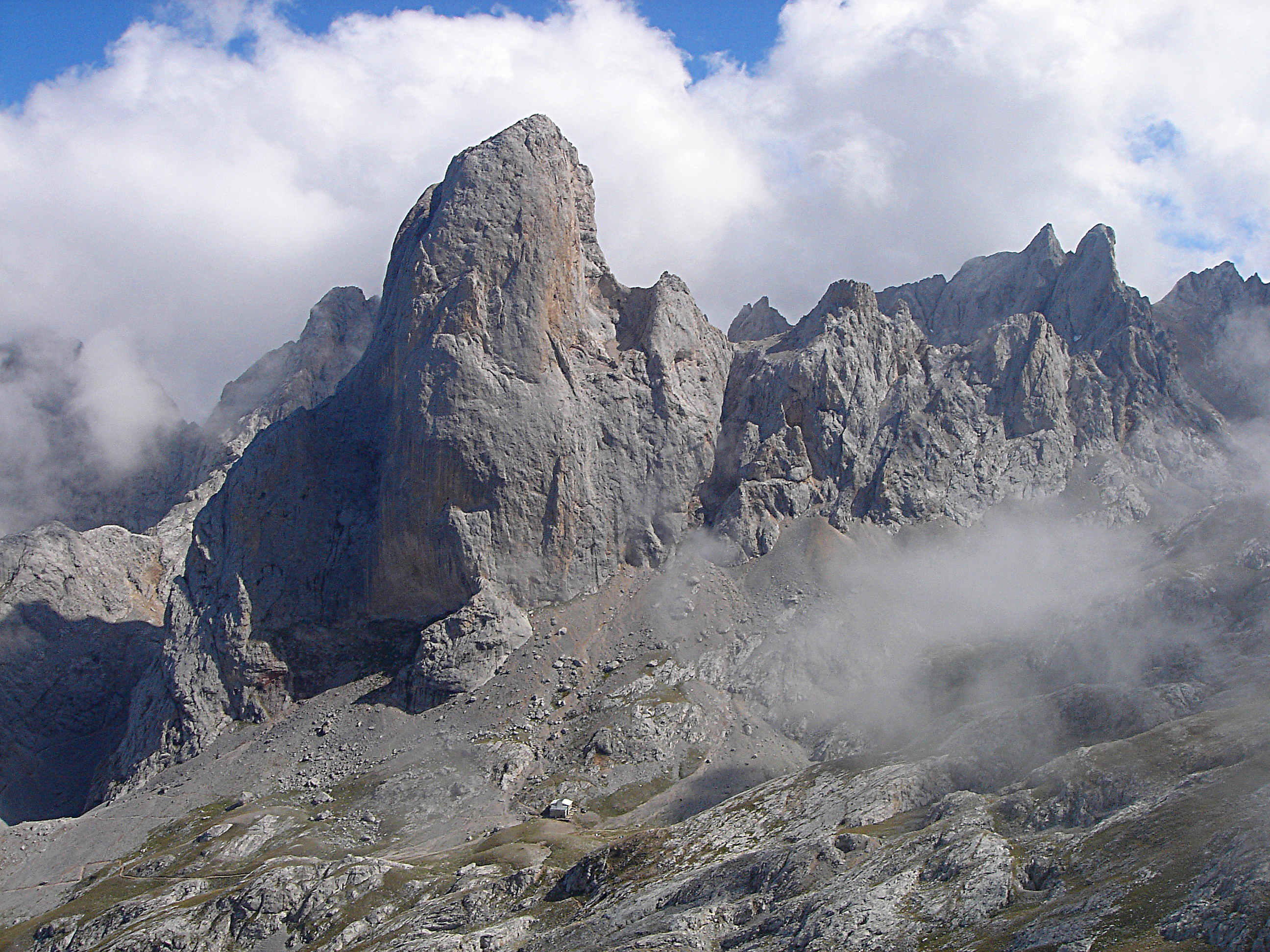

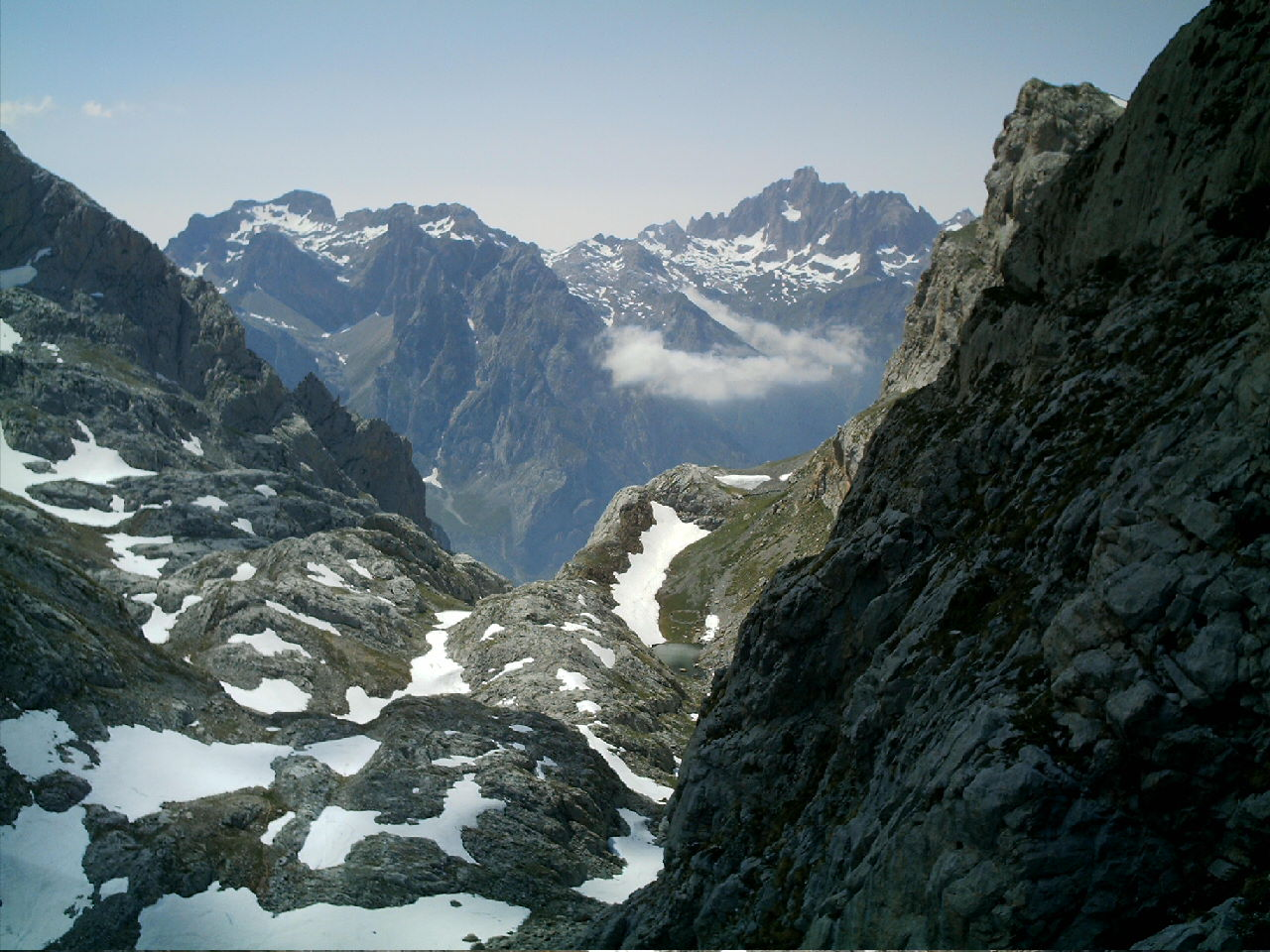
Uitzicht vanaf het westelijke massief met de Torre Bermeja en de Peña Santa

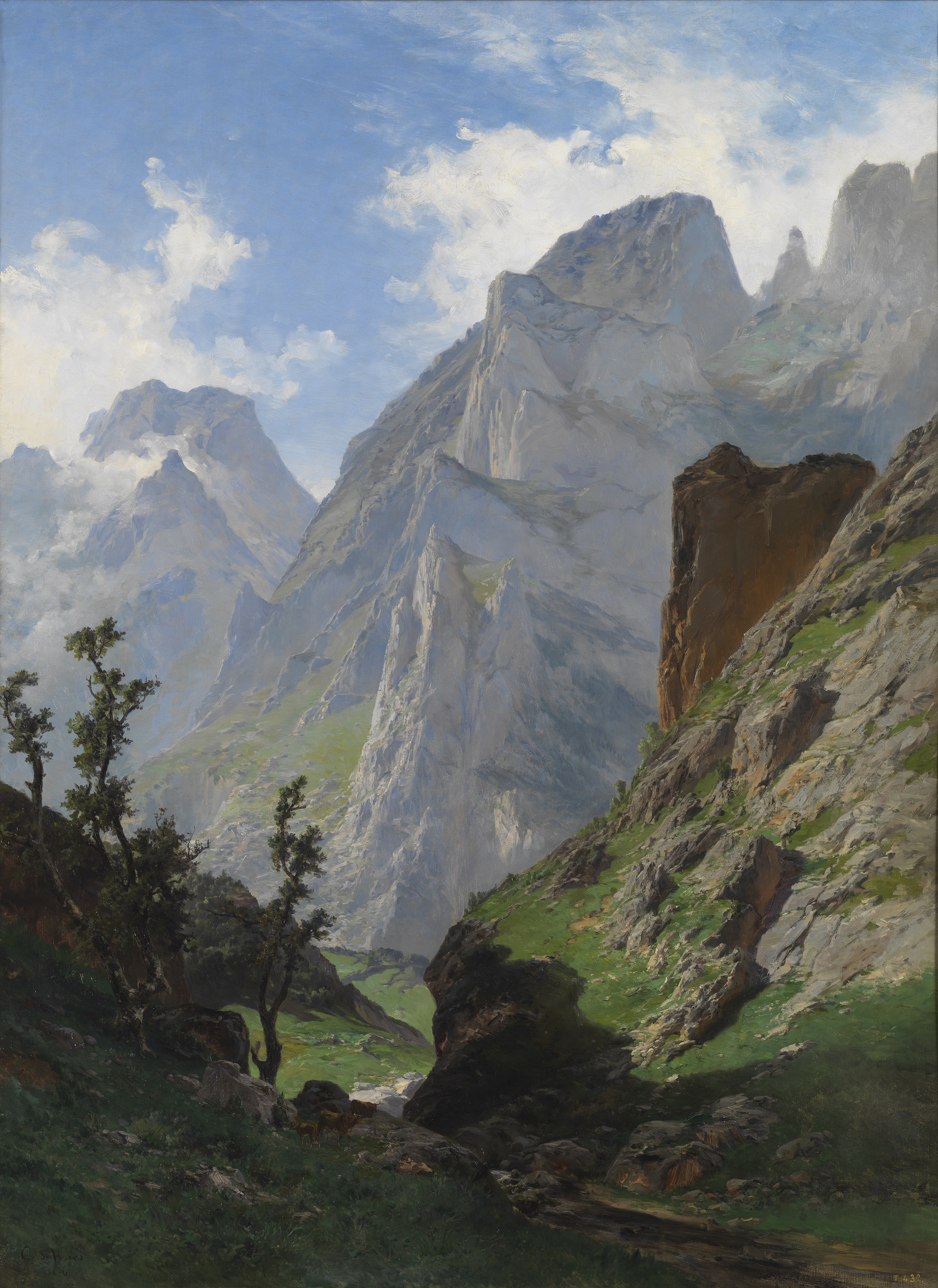
Los picos de Europa, geschilderd door Carlos De Haes

De bergketen bestaat uit drie bergmassieven:
- Andara; het oostelijke massief, met als hoogste top de Torre Santa de Castilla (2596 meter)
- Urrieles; het centrale massief, met als hoogste top de Torre de Cerredo (2648 meter)
- Cornión; het westelijke massief, met als hoogste top de Morra de Lechugales (2444 meter)

De centrale en westelijke bergmassieven worden van elkaar gescheiden door de anderhalve kilometer diepe kloof van de rivier de Cares.
De rotsen zijn bijna allemaal van kalksteen en glaciale krachten hebben bijgedragen aan een opmerkelijk gebied van alpine karstverschijnselen. Vele bergtoppen komen boven de 2400 meter uit. De hoogste bergtop is, met een hoogte van 2648 meter de Torre de Cerredo. Het gebied is populair bij bergbeklimmers en -wandelaars. Er is een netwerk van goed onderhouden bergschuilplaatsen. De bekendste plek om te klimmen is de Naranjo de Bulnes.
Daarnaast is er een aantal bergmeren, waaronder de Meren van Covadonga.

## Grotten
De Picos de Europa herbergt vele van de diepste grotten in Spanje, waaronder de Torca del Cerro del Cuevon (−1589 m), Sistema del Trave (−1441 m) en de Pozo Madejuno (−1255 m). Er worden nog steeds nieuwe grotten ontdekt en de grotten worden nog steeds onderzocht.
In augustus 2007 is door Belgische speleologen van Spekul vzw. ontdekt dat de grot Sima de la Cornisa tot een diepte van 1507 meter reikt, wat de grot op de tiende plaats in de lijst van diepste grotten ter wereld brengt.

## Cultuur
In de gemeente Cangas de Onís, in het Asturische deel van de Picos de Europa, ligt het nationale heiligdom Covadonga, waar volgens de overlevering de Spaanse Reconquista begon. Hier bevindt zich ook de basiliek van Santa María la Real de Covadonga.
De Picos herbergt een, in aantal achteruit gaande, groep herders, die in de zomer vanuit de valleien de bergen in trekken met hun schapen, geiten en soms ook varkens. Het gebied is ook bekend om zijn pikante kazen, zoals de Queso de Cabrales, die traditioneel worden gerijpt in de grotten.

## Natuur
Het kenmerkendste dier van de Picos de Europa is de Cantabrische gems (Rupicapra parva), in het Spaans: rebeco, die zo nu en dan te zien valt. In de afgelegen gebieden vindt men bruine beren (Ursus arctos) en wolven (Canis lupus). De alpenkraai (Pyrrhocorax pyrrhocorax), de buizerd (Buteo buteo) en de vale gier (Gyps fulvus) zijn vrij algemeen. Er zijn vele beschermde dieren, zoals de lammergier (Gypaetus barbatus), het auerhoen (Tetrao urogallus) en de eerdergenoemde bruine beer.
Er kunnen meerdere soorten bomen in het gebied gevonden worden, waaronder beuken (Fagus sylvatica) en steeneiken (Quercus ilex).
Het grootste deel van de Picos de Europa maakt deel uit van het Nationaal park Picos de Europa.